# Langford (Dakota du Sud)
Pour les articles homonymes, voir Langford.
Langford est une municipalité américaine située dans le comté de Marshall, dans l'État du Dakota du Sud. Selon le recensement de 2010, elle compte 313 habitants. La municipalité s'étend sur 0,31 milles carrés (0,8 km2).
La localité doit son nom à Sam Langford, qui possédait les terres où elle fut fondée en 1886.

## Démographie
| 1890 | 1900 | 1910 | 1920 | 1930 | 1940 |
| ---- | ---- | ---- | ---- | ---- | ---- |
| 198  | 239  | 463  | 510  | 444  | 452  |

| 1950 | 1960 | 1970 | 1980 | 1990 | 2000 |
| ---- | ---- | ---- | ---- | ---- | ---- |
| 456  | 397  | 328  | 307  | 298  | 290  |

| 2010 | - | - | - | - | - |
| ---- | - | - | - | - | - |
| 313  | - | - | - | - | - |